# Satinkanin

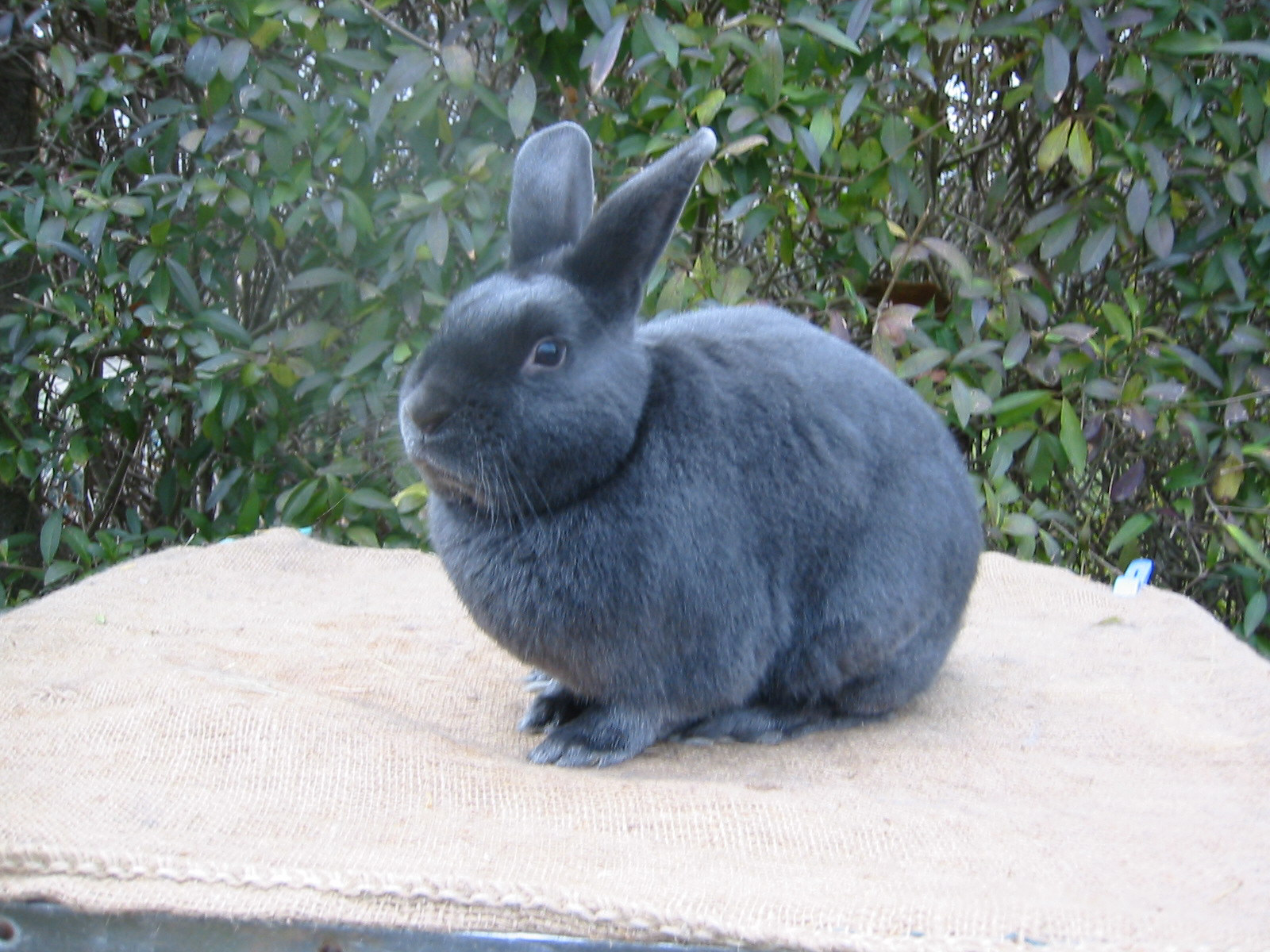
Satinkanin.

Satinkaniner eller satiner är en grupp kommersiella kaninraser som skiljer sig från andra raser genom sin silkeslena, glänsande päls. Pälsen, som är 3,5 cm lång, beror på en recessiv mutation som orsakar en tunn sidenliknande struktur på pälsen. Mutationen hittades först i en kull med havannakaniner. I likhet med rexkaninen förknippas denna mutation med en minskad livskraft. 
En satinkanin väger 4-5 kg och finns i följande varianter: svart, blå, brokad, Kalifornien, chinchilla, choklad, koppar, utter, röd, siames och vit. Satinkaninen är en utmärkt mor, lätt att föda upp och har en god tillväxt - vilket gör den till en populär köttkanin.